# Momijigari
Momijigari (紅葉狩), del japonès momiji (紅葉), "fulles vermelles" o "arbre d'auró", i kari (狩り), "caçar", és la tradició japonesa d'anar a veure les fulles que s'han tornat vermelles a la tardor.

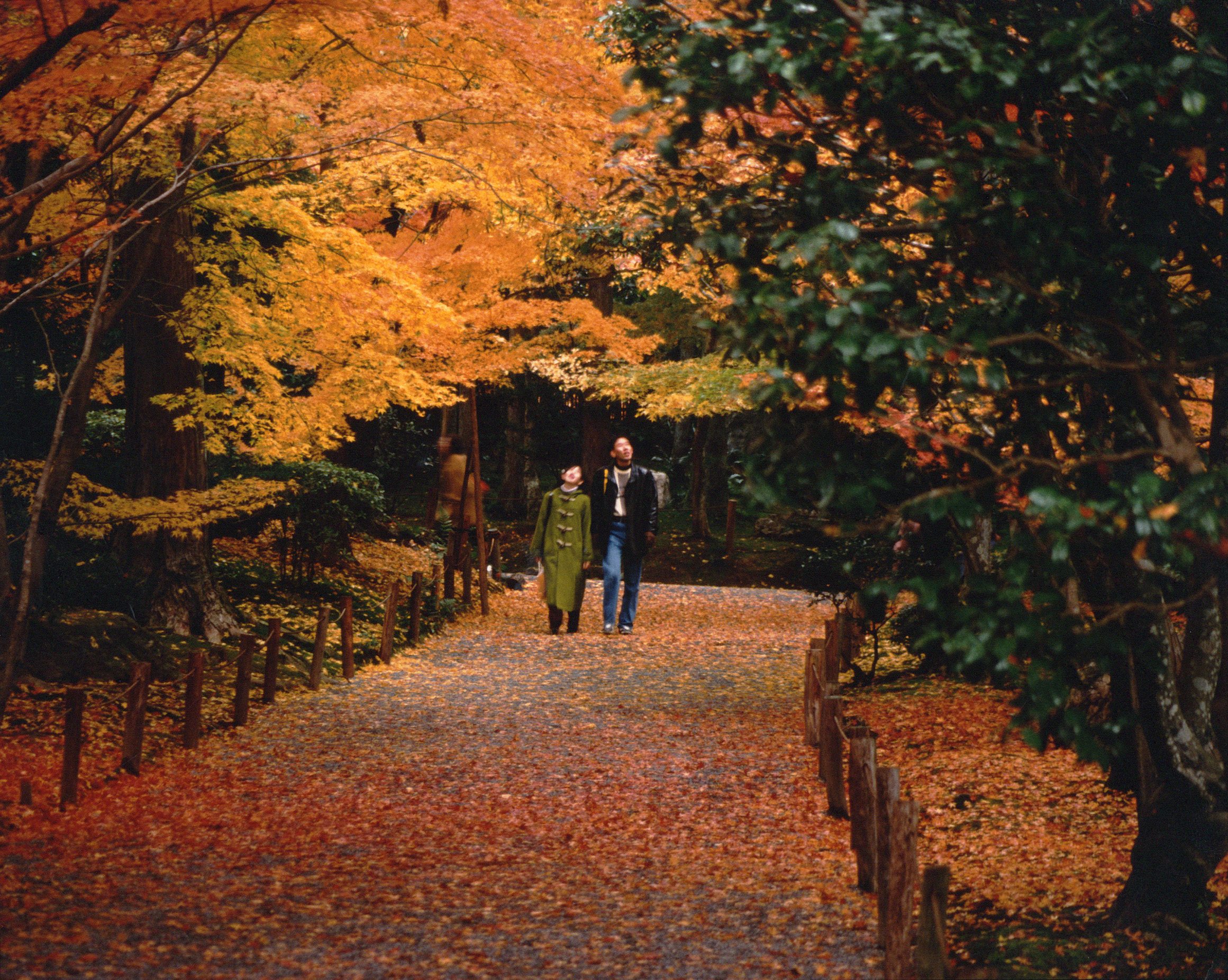
Momiji al Ryōan-ji, a Kyoto.

L'auró japonès (Acer palmatum) és un dels paisatges més bonics de tardor al Japó. N'hi ha una gran varietat, de totes mides i colors, i això fa que durant la tardor els boscos japonesos s'omplin d'una gran varietat de colors.
El Momijigari és un esdeveniment nacional, una autèntica festa, tal com passa amb el Hanami, festa de la primavera quan floreixen els cirerers. El costum d'anar a veure el canvi de colors dels aurons s'inicia en l'antiguitat a la Cort de Kioto, concretament a l'època Edo (1600-1868) i es va popularitzar fins a convertir-se en una festa d'identitat nacional, present en totes les arts plàstiques, en la literatura i en la vida quotidiana dels japonesos. Evidentment va lligat a la filosofia Zen, al gran amor per la natura i a la contemplació.